# Fritz Lotmar

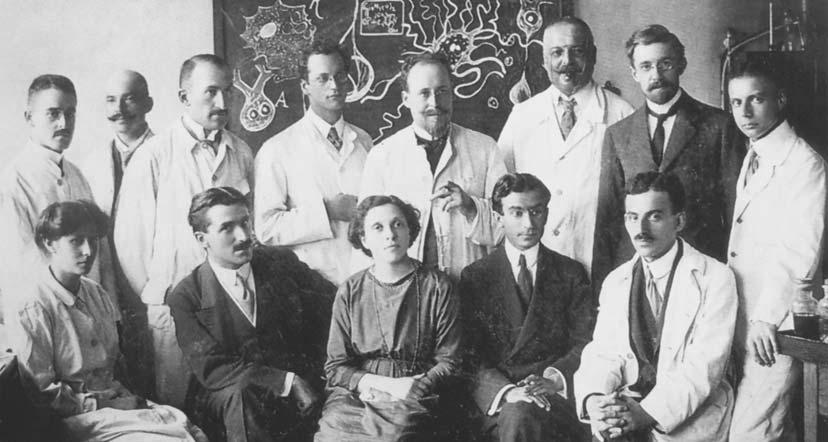
Fritz Lotmar (pierwszy z lewej w drugim rzędzie) w gronie współpracowników Alzheimera, Monachium (1909 lub 1910)

Fritz Lotmar (ur. 26 października 1876 w Monachium, zm. 24 października 1964 w Bernie) – niemiecki neurolog, neuropatolog.
Urodził się 26 października 1876 w Monachium jako syn Philippa Lotmara, profesora prawa w Bernie. Studiował medycynę na uniwersytetach w Heidelbergu, Monachium, Bernie i Strasburgu. Specjalizował się w neurologii u Déjerine'a w Paryżu, Oppenheima i Cassirera w Berlinie, oraz Alzheimera w Monachium. Habilitował się z medycyny wewnętrznej u Sahliego w Bernie. Potem uczył się jeszcze u Spielmeyera i u Isserlina. W 1934 z powodów politycznych emigrował i osiadł w Bernie. Wykładał neurologię w Bernie od 1942 do 1949.
Jego przyjacielem był Paul Klee.
Zajmował się, między innymi, problematyką afazji. W 1931 roku opublikował monografię na temat patologii jąder podstawy mózgu.